# Lori Endicott
Lori Ann Endicott (ur. 1 sierpnia 1967 w Kansas City) – amerykańska siatkarka, reprezentantka kraju, grająca na pozycji rozgrywającego. W 1990 roku zdobyła brązowy medal mistrzostw świata rozgrywanych w Pekinie, a w 1992 roku brązowy medal Igrzysk Olimpijskich rozgrywanych w Barcelonie.
W 1995 roku wraz z reprezentacją Stanów Zjednoczonych zgarnęła złoty medal Grand Prix w piłce siatkowej kobiet oraz srebrny medal igrzyska panamerykańskich.